# 卡美尼島
36°24′N 25°24′E / 36.400°N 25.400°E

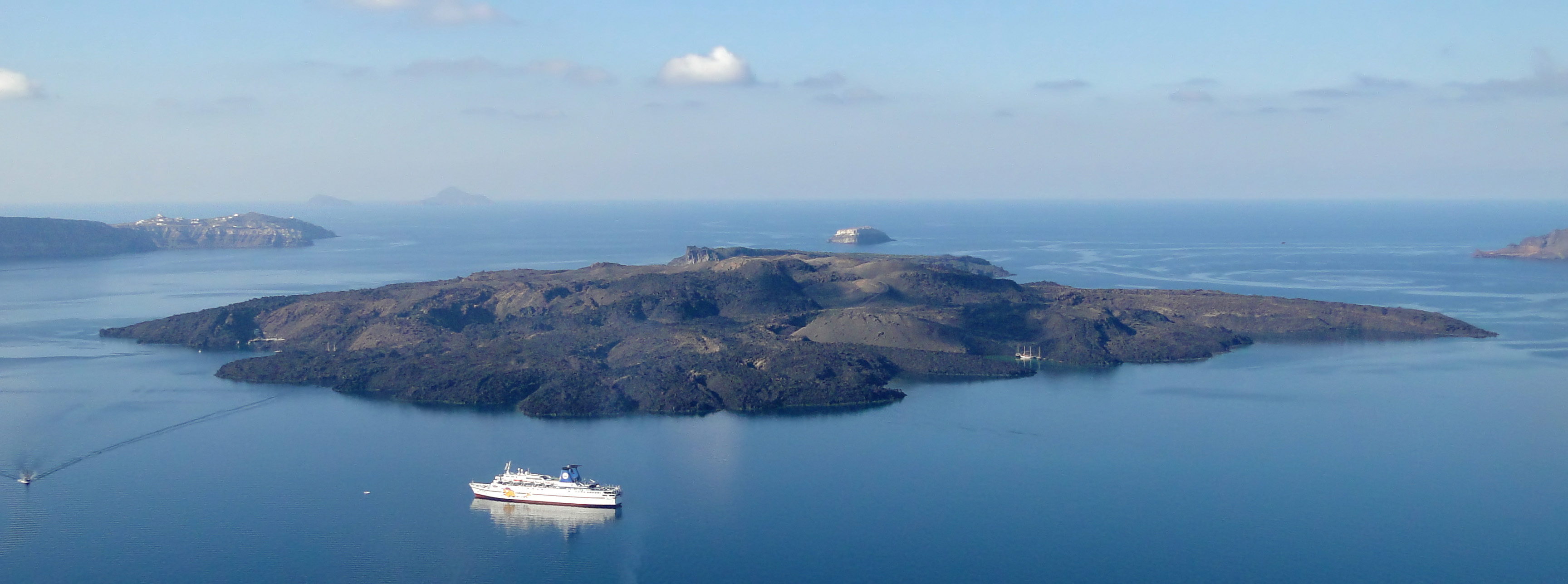

卡美尼島是希臘的火山島，位於愛琴海南部，由南愛琴大區負責管轄，屬於聖托里尼的一部分，長2公里、寬2公里，面積3.338平方公里，最高點海拔高度127米，島上無人居住。

## 外部連結
- Nea Kameni Virtual Tour （页面存档备份，存于）, Volcano 360 Panorama Virtual Tour in High Resolution